# Liste der Herrscher von Ungarn
In dieser Liste sind die Könige des Königreichs Ungarn ab 1001 sowie von Vorgängergebieten ab etwa 890 aufgeführt.
| Deutscher Name | Ungarischer Name                        | Geschlecht    | von          | bis          | Anmerkungen |
| --- | --------------------------------------- | ------------- | ------------ | ------------ | --- |
| Das Gebiet Ungarns bestand zunächst aus Stammesfürstentümern. Erst ab Géza kann von einem einheitlichen ungarischen Staat gesprochen werden, erst dann gibt es eine verlässliche Quellen- und Datenlage. |                                         |               |              |              | |
| Árpád | Árpád                                   | Árpáden       | um 890 (?)   | nach 900     | bis 903 wohl neben Kursan, Kende und Gyula (strittig, bei letzteren beiden könnte es sich nach anderen Quellen nur um Titel von Arpád und Kursan handeln) |
| Szabolcs | Szabolcs                                |               | nach 900     | um 947 (?)   | strittig, nach anderen Quellen regierte bis etwa 947 stattdessen zuerst Tarhos, dann Zoltán oder aber nur Zoltán bis etwa 947; Szabolcs war ein naher Verwandter Árpáds, wohl sein Neffe, Onkel, Bruder oder Cousin                                                                                         |
| Fajsz | Fajsz (Fales, Falitzi, Falics)          | Árpáden       | um 947 (?)   | um 955       | |
| Taksony | Taksony                                 | Árpáden       | um 955       | um 971       | (Groß-)Fürst |
| Géza | Géza                                    | Árpáden       | um 971       | um 997       | Großfürst |
| Stephan I., der Heilige | I. István (Szent István)                | Árpáden       | 997          | 1038         | bis zur Jahreswende 1000/1001 Großfürst, danach erster König von Ungarn. Papst Silvester II. verlieh dem König von Ungarn im Jahr 1000 den Titel Apostolischer König. Die Könige aus dem Hause Árpád werden daher „Apostolische Könige“ genannt.                                                            |
| Peter Orseolo | (Orseolo) Péter                         | Orseolo       | 1038         | 1041         | |
| Sámuel Aba | Aba Sámuel                              | Aba           | 1041         | 1044         | |
| Peter Orseolo | (Orseolo) Péter                         | Orseolo       | 1044         | 1046         | |
| Domoslav | Domosló (Domoslaus)                     | Árpáden       | 1042         | 1042         | regierte faktisch nur in der heutigen Westslowakei |
| Andreas I. | I. Endre bzw. I. András                 | Árpáden       | 1046         | 1060/1061    | |
| Béla I. | I. Béla                                 | Árpáden       | 1060/1061    | 1063         | |
| Salomon | Salamon                                 | Árpáden       | 1063         | 1074         | |
| Géza I. | I. Géza                                 | Árpáden       | 1074         | 1077         | Gegenkönig: Salomon (1074–1081) |
| Ladislaus I., der Heilige | I. László (Szent László)                | Árpáden       | 1077         | 1095         | |
| Koloman | (Könyves) Kálmán                        | Árpáden       | 1095         | 1116         | |
| Stephan II. | II. István                              | Árpáden       | 1116         | 1131         | |
| Béla II. | II. Béla                                | Árpáden       | 1131         | 1141         | |
| Géza II. | II. Géza                                | Árpáden       | 1141         | 1162         | |
| Stephan III. | III. István                             | Árpáden       | 1162         | 1172         | regierte von 1162 bis 1163 faktisch nur in Pressburg und Umgebung |
| Ladislaus II. | II. László                              | Árpáden       | 1162         | 1163         | |
| Stephan IV. | IV. István                              | Árpáden       | 1163         | 1163         | |
| Deutscher Name | Ungarischer Name                        | Geschlecht    | von          | bis          | Anmerkungen |
| Béla III. | III. Béla                               | Árpáden       | 1172         | 1196         | |
| Emmerich | Imre                                    | Árpáden       | 1196         | 1204         | 1203 Schenkung großer Ländereien an das Stift Heiligenkreuz |
| Ladislaus III. | III. László                             | Árpáden       | 1204         | 1205         | |
| Andreas II. | II. András bzw. II. Endre               | Árpáden       | 1205         | 1235         | |
| Béla IV. | IV. Béla                                | Árpáden       | 1235         | 1270         | 1262–1270 regierte im östlichen Teil des Königreichs primär Stephan V. |
| Stephan V. | V. István                               | Árpáden       | 1270         | 1272         | |
| Ladislaus IV. | IV. László                              | Árpáden       | 1272         | 1290         | |
| Andreas III. | III. András bzw. III. Endre             | Árpáden       | 1290         | 1301         | |
| Ladislaus V. (bzw. Wenzel) | Vencel (bzw. V. László)                 | Přemysliden   | 1301         | 1305         | |
| Bela V. (Otto von Bayern) | I. Ottó                                 | Wittelsbacher | 1305         | 1307/1308    | |
| Karl I. | I. Károly (Károly Róbert)               | Anjou         | 1307/1308    | 1342         | |
| Ludwig I., der Große | I. (Nagy) Lajos                         | Anjou         | 1342         | 1382         | |
| Maria | Mária                                   | Anjou         | 1382         | 1385         | |
| Karl II. | II. Károly                              | Anjou         | 1385         | 1386         | |
| Sigismund | (Luxemburgi) Zsigmond                   | Luxemburger   | 1387         | 1437         | |
| Albrecht | Albert                                  | Habsburger    | 1437         | 1439         | |
| Elisabeth | Erzsébet                                | Luxemburger   | 1439         | 1440         | regierte als Albrechts Witwe nur halboffiziell |
| Vladislav I. | I. Ulászló                              | Jagiellonen   | 1440         | 1444         | Gegenkönig: Ladislaus V. Postumus |
| Ladislaus V. Postumus | V. Utószülött (Posztumusz) László       | Habsburger    | 1440/1453    | 1457         | Gegenkönig bis 1444: Ladislaus I. (Ulászló I.). Faktisch herrschten statt Postumus Elisabeth (1440–1442) und Friedrich III. (1442–1444), dann folgten Anarchie (1444–1445) und Herrschaft eines siebenköpfigen Adelskapitanats (1445–1446). Zuletzt regierte Johann Hunyadi als Reichsverweser (1446–1453). |
| Matthias Corvinus | I. Mátyás bzw. Hunyadi Mátyás           | Hunyadi       | 1458         | 1490         | |
| Vladislav II. | II. Ulászló                             | Jagiellonen   | 1490         | 1516         | |
| Ludwig II. | II. Lajos                               | Jagiellonen   | 1516         | 1526         | |
| Ludwig II. fiel 1526 in der Schlacht bei Mohács. Nach einem anschließenden Bürgerkrieg (1527–1538) zwischen den Habsburgern und Johann Zápolya sowie der Eroberung Budas durch die Türken (1541) verlor das Königreich Ungarn einen Teil seines Gebiets an das Osmanische Reich (vgl. Sultane des Osmanischen Reichs), einen anderen an das unter osmanischer Oberhoheit stehende Fürstentum Siebenbürgen (vgl. Liste der Fürsten von Siebenbürgen). Der Rest des Königreiches wurde unter der Bezeichnung „Königliches Ungarn“ Teil des Habsburgerreiches. Erst 1691, definitiv dann im Frieden von Karlowitz 1699 und 1718, wurde das Königreich Ungarn unter habsburgischer Oberhoheit wiedervereinigt. |                                         |               |              |              | |
| Deutscher Name | Ungarischer Name                        | Geschlecht    | von          | bis          | Anmerkungen |
| Johann Zápolya | Szapolyai János bzw. I. János           | Zápolya       | 1526         | 1540         | ab 1538 nur noch im östlichen Teil des Königreichs; Gegenkönig: Ferdinand I. |
| Johann Sigismund Zápolya | Szapolyai János Zsigmond bzw. II. János | Zápolya       | 1540         | 1570         | Gegenkönig: Ferdinand I. |
| Ferdinand I. | I. Ferdinánd                            | Habsburger    | 1526         | 8. Sep. 1563 | davon 1538–1540 nur im westlichen Teil des Königreichs; Gegenkönig: Johann Zápolya |
| Maximilian | Miksa                                   | Habsburger    | 8. Sep. 1563 | 1576         | Krönung zu Preßburg |
| Rudolf | II. Rudolf                              | Habsburger    | 1576         | 1608         | |
| Matthias II. | II. Mátyás                              | Habsburger    | 1608         | 1619         | |
| Ferdinand II. | II. Ferdinánd                           | Habsburger    | 1619         | 1637         | Proklamation durch die Stände: 16. Mai 1617, Krönung: 1. Juli 1618 Gegenkönig: Gabriel Bethlen (1619–1621) |
| Ferdinand III. | III. Ferdinánd                          | Habsburger    | 1637         | 1657         | |
| Ferdinand IV. wurde zwar 1647 noch während der Regierungszeit Ferdinands III. zum König gekrönt, starb jedoch noch vor dem Tod Ferdinands III. und trat daher nie die Regierung an. |                                         |               |              |              | |
| Leopold I. | I. Lipót                                | Habsburger    | 1657         | 1705         | Gegenkönig in Oberungarn: Emmerich Thököly (1682–1685) |
| Joseph I. | I. József                               | Habsburger    | 1705         | 1711         | Gegenkönig: Franz II. Rákóczi (1705–1711) (als „Fürst“ des Königreichs Ungarn) |
| Karl III. | III. Károly                             | Habsburger    | 1711         | 1740         | |
| Maria Theresia | Mária Terézia                           | Habsburger    | 1740         | 1780         | |
| Joseph II. | II. József                              | Habsburger    | 1780         | 1790         | Lehnte die Krönung mit der Stephanskrone ab und wurde von den Ungarn daher „der König mit dem Hut“ (kalapos király) genannt |
| Leopold II. | II. Lipót                               | Habsburger    | 1790         | 1792         | |
| Franz I. | Ferenc                                  | Habsburger    | 1792         | 1835         | |
| Ferdinand V. | V. Ferdinánd                            | Habsburger    | 1830         | 1848         | |
| Franz Joseph I. | I. Ferenc József                        | Habsburger    | 1848         | 1916         | gekrönt 1867 |
| Karl IV. | IV. (Boldog) Károly                     | Habsburger    | 1916         | 1918         | Ausrufung einer Republik 1918 und Räterepublik am 21. März 1919 |
| |                                         |               | 1920         | 1921         | Förmliche Restauration der Monarchie durch Reichsverweser Miklós Horthy am 1. März 1920. Nach zwei Versuchen Karls, die königliche Herrschaft tatsächlich wiederherzustellen, wurde das Haus Habsburg 1921 abgesetzt.                                                                                       |

| Nach Absetzung der Habsburger blieb die Monarchie bis 1946 ohne König und Thronanwärter formell bestehen. Reichsverweser Miklós Horthy vertrat bis 1944 den vakanten Königsthron. |

## Titel
Papst Silvester II. verlieh den Königen von Ungarn im Jahr 1000 den Titel „Apostolischer König“. Die Anrede „Apostolische Majestät“, die die österreichischen Kaiser bis 1918 gebrauchten, ist darauf zurückzuführen.